# 4-Metil-2-pentanol
A 4-metil-2-pentanol vagy metil-izobutil-karbinol (MICB) szerves vegyület, hat szénatomos alkohol.

## Előállítása
A metil-izobutil-keton gyártása (mezitil-oxid hidrogénezése) során melléktermékként keletkezik, de metil-izobutil-keton direkt hidrogénezésével is gyártják.

## Felhasználása
Elsősorban ásványok flotálásához alkalmazzák habképzőként. Használják továbbá oldószerként (a cellulóz-nitrát lakkok, etilcellulózok, karbamidgyanták oldószere), szerves szintézisekben (például észterek előállítására), fékfolyadékok gyártásánál, ezen kívül néhány lágyító előállításának prekuzora.

## Fordítás
- Ez a szócikk részben vagy egészben  a(z)   4-Methyl-2-pentanol című angol Wikipédia-szócikk ezen változatának fordításán alapul.  Az eredeti cikk szerkesztőit annak laptörténete sorolja fel. Ez a jelzés csupán a megfogalmazás eredetét és a szerzői jogokat jelzi, nem szolgál a cikkben szereplő információk forrásmegjelöléseként.